# Arzamas
Pour les articles homonymes, voir Arzamas (homonymie).
Arzamas (en russe : Арзама́с) est une ville située dans la partie européenne de la Russie, dans l'oblast de Nijni Novgorod, et dans le territoire de l'arrondissement urbain d'Arzamas.
Chef-lieu du raïon d'Arzamas, elle ne fait cependant pas partie de ce dernier, se trouvant à la place dans l'arrondissement urbain d'Arzamas, une entité séparée. La ville compte actuellement 103 997 habitants (2023), ce qui en fait la troisième ville la plus peuplée de l'oblast de Nijni Novgorod. Ses habitants sont appelés les Arzamassiens et Arzamassiennes.
Située dans le plateau central de Russie, avec de nombreuses collines la commune est traversée par la Tiocha, un affluent de l'Oka et ainsi un sous-affluent de la Volga.
Arzamas et ses alentours sont habités depuis le Mésolithique, mais son histoire ne remonte réellement qu'à 1552, lorsqu'un fort est construit sous ordre du tsar Ivan le Terrible, alors que la première guerre des Maris vient de commencer. Peu après, son monastère est fondé, et un village naît autour du fort en 1578. S'imposant comme relais sur les routes commerciales, en particulier vers la Sibérie, la ville s'enrichit considérablement. Ses oies, son industrie du cuir et son marché deviennent réputés. En 1781, Catherine II lui accorde le statut de ville, après une visite quatorze ans plutôt.
Arzamas grandit progressivement, se dotant de diverses infrastructures au XIXe siècle. Une fois le pouvoir soviétique établi, Trotski la choisit pour être l'un des premiers camps de concentration. Lorsque Viazma et Briansk tombent aux mains des Allemands pendant la Seconde Guerre mondiale, Staline la choisit pour y faire évacuer une partie de l'État-major général. En 1954, l'oblast d'Arzamas est fondé, lui donnant un essor important, qu'elle conserve jusqu'aux années 1990 même si la région est dissoute en 1957.
Ville historique de Russie, elle est la seule ville régionale à posséder ce titre. Sa richesse patrimoniale est importante, même si dépassée par Nijni Novgorod. La ville possède par exemple une cathédrale, deux monastères, de nombreuses églises, et de nombreux autres lieux. En 1978, lui est conféré l'Ordre de l'Insigne d'honneur pour le 400e anniversaire de la ville et pour son développement économique et culturel.

## Géographie
Arzamas est arrosée par la rivière Tiocha, affluent de l'Oka. Elle domine la rive droite de cette rivière entre 130 et 160 mètres d'altitude. Elle se trouve à 104 km au sud de Nijni Novgorod et à 392 km à l'est de Moscou.

## Histoire
Un fort est construit après 1552, sur ordre d'Ivan le Terrible, sur un territoire peuplé à l'époque par des tribus mordves. Le monastère de la Transfiguration-du-Sauveur est fondé en 1555-1558. Peu à peu un village se forme au pied des remparts et une véritable bourgade naît en 1578. Dès 1737, Arzamas compte 7 000 habitants et joue un rôle de nœud de transit sur la route menant aux régions orientales de la Russie. C'est à cette époque un marché fameux pour ses oies produites dans la région, dont la race sélectionnée pour sa chair à rôtir est appelée « oie d'Arzamas ». Le marché d'Azarmas vend aussi des oignons réputés et des produits en cuir. Catherine II visite la ville en 1767 et lui accorde en 1781 le statut de ville, dont le blason créé à cette époque reprend les couleurs du régiment d'Arzamas.
En 1918, la ville est choisie par Trotsky comme emplacement pour l'un des premiers camps de concentration en Russie destiné aux représentants de l'Ancien Régime et aux officiers contre-révolutionnaires (avec la ville de Mourom),.
Après la chute de Viazma et de Briansk aux mains des Allemands, le 7 octobre 1941, Staline choisit Arzamas pour évacuer une partie de l'État-major général, avec Chapochnikov. Le 15 octobre, il signe, au nom du GKO, le décret d'évacuation.
De 1954 à 1957, Arzamas est la capitale administrative de l'éphémère oblast d'Arzamas, formé de 32 raïons de la partie méridionale de l'oblast de Gorki (aujourd'hui Nijni Novgorod).
Le 4 juin 1988, un train de fret comprenant trois wagons de marchandises transportant 118 tonnes d'explosifs de Dzerjinsk (oblast de Nijni Novgorod) à la RSS kazakhe explose à un passage à niveau près de la gare d'Arzamas-1, lorsque l'hexogène inclus dans la charge a explosé pour des raisons inconnues, faisant également exploser les autres explosifs stockés dans les wagons. L'explosion a également causé d'importants dégâts à Arzamas, créant un cratère de 26 mètres de profondeur, détruisant ou endommageant 151 bâtiments dont deux hôpitaux, 49 jardins d'enfants, 14 écoles et 69 magasins, et laissant environ 823 familles sans abri.
À Arzamaz se trouve également l'usine de gypse Peshelansky, en activité depuis 1933.

## Patrimoine
Arzamas possède plus de 150 édifices inscrits au patrimoine culturel architectural, soit d'importance fédérale, soit d'importance régionale. Parmi ceux-ci : le complexe architectural du monastère Saint-Nicolas (fondé au XVIIe siècle) ; le palais de la Magistrature (aujourd'hui musée du patriarcat russe) et l'église de la Source-de-Vie (1794) qui se trouvent place de la Cathédrale ; la cathédrale de la Résurrection, monument imposant du néo-classicisme (1814-1841) ; l'église de l'Annonciation à la haute silhouette, l'église Notre-Dame-de-Smolensk (fin XVIIIe siècle) et l'église de la Nativité construite par Constantin Thon, les galeries marchandes (fin XVIIIe-1823) ; plusieurs maisons particulières et immeubles du XVIIIe siècle et du XIXe siècle, ainsi que le théâtre construit en 1961.

## Population
Recensements (*) ou estimations de la population :
| 1856   | 1897*  | 1926*  | 1939*  | 1959*  | 1970*  |
| ------ | ------ | ------ | ------ | ------ | ------ |
| 10 300 | 10 592 | 18 535 | 25 784 | 41 518 | 67 459 |

| 1979*  | 1989*   | 2002*   | 2010*   | 2012    | 2013    |
| ------ | ------- | ------- | ------- | ------- | ------- |
| 93 251 | 108 951 | 109 432 | 106 367 | 105 667 | 105 344 |

| 2015    | 2017    | 2019    | 2020    | 2023    | - |
| ------- | ------- | ------- | ------- | ------- | - |
| 104 831 | 104 547 | 103 930 | 103 979 | 103 997 | - |

## Transports
L'autoroute M12 relie depuis le 8 septembre 2023 Moscou par Vladimir au nord d'Arzamas. Cette autoroute devrait être élargie vers Kazan en décembre 2023, et vers Iekaterinbourg en 2024. L'autoroute passe au nord de la ville, et le temps de trajet vers Moscou est de 3 h 30 min au lieu de 7 heures par les routes alors existantes. Le même jour, un contournement sud de la ville a été ouvert pour éviter de passer à travers le centre-ville.

## Personnalités
- Aliona Arzamasskaïa (Aliona d'Arzamas) chef combattante cosaque morte brûlée en 1670
- Svetlana Demidenko (1976-) athlète, championne du monde de course en montagne
- Mikhaïl Vladimirski (1874-1951), révolutionnaire bolchévique